# Imagine: John Lennon
Imagine: John Lennon – dokumentalny film biograficzny opowiadający o życiu i twórczości Johna Lennona. Został nakręcony w 1988 roku przez reżysera Andrew Solta, a premiera miała miejsce 7 października tego samego roku. Scenariusz został napisany przez reżysera oraz Sama Egana. Producentami byli David L. Wolper oraz Adrew Solt. 
Obraz składa się z prywatnych filmów Lennona, nakręconych za jego życia, w większości niepublikowanych przed wydaniem filmu oraz wywiadów przeprowadzonych z osobami związanymi z Johnem. Narratorem jest sam artysta, a jego głos pochodzi z wywiadów jakich udzielił. 20 stycznia 2006 wydana została dwupłytowa edycja DVD filmu, zawierająca wiele dodatków, m.in. wywiad z Lennonem i Yoko Ono dla radia BBC, czy premierowy materiał filmowy z posiadłości Tittenhurst Park w Ascot, gdzie mieszkał muzyk.

## Główne role
| Aktor           | Rola             | Uwagi                             |
| --------------- | ---------------- | --------------------------------- |
| John Lennon     | On sam, narrator | Materiały archiwalne              |
| Yoko Ono        | Ona sama         | Materiały archiwalne oraz wywiady |
| Paul McCartney  | On sam           | Materiały archiwalne              |
| George Harrison | On sam           | Materiały archiwalne              |
| Ringo Starr     | On sam           | Materiały archiwalne              |
| David Bowie     | On sam           | -                                 |
| Phil Spector    | On sam           | Materiały archiwalne              |
| Cynthia Lennon  | Ona sama         | Materiały archiwalne oraz wywiady |
| Julian Lennon   | On sam           | -                                 |
| Sean Lennon     | On sam           | Materiały archiwalne oraz wywiady |
| Al Capp         | On sam           | Materiały archiwalne              |
| May Pang        | Ona sama         | -                                 |